# Helpensteiner Bachtal, oberes Schaagbachtal und Petersholz
Koordinaten: 51° 8′ 10″ N, 6° 12′ 3″ O

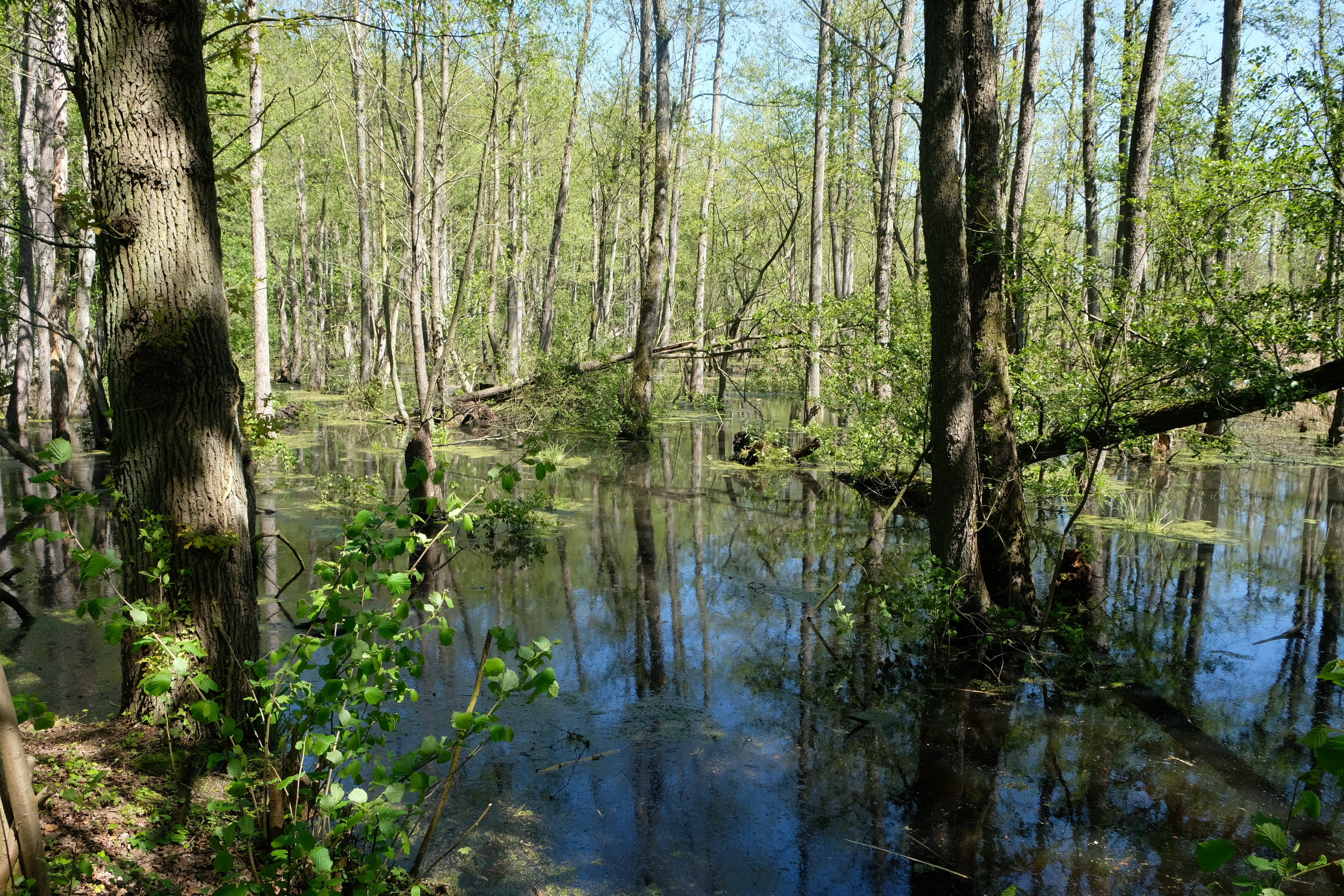
Naturschutzgebiet Helpensteiner Bachtal, oberes Schaagbachtal und Petersholz (Mai 2019)

Das Naturschutzgebiet Helpensteiner Bachtal, oberes Schaagbachtal und Petersholz liegt auf dem Gebiet der Stadt Wegberg im Kreis Heinsberg in Nordrhein-Westfalen.
Das Gebiet erstreckt sich westlich der Kernstadt Wegberg, südlich des Wegberger Ortsteils Dalheim und nördlich von Vossem, einem Ortsteil der Stadt Erkelenz, entlang des Helpensteiner Baches und des Schaagbaches. Durch  das Gebiet hindurch verläuft die B 221 und am nordwestlichen Rand die Staatsgrenze zu den Niederlanden.

## Bedeutung
Das etwa 692,9 ha große Gebiet wurde im Jahr 1985 unter der Schlüsselnummer HS-005 unter Naturschutz gestellt. Schutzziele sind
- die Erhaltung und Optimierung von großflächigen Heideflächen und Sandmagerrasen als Lebensraum für gefährdete Pflanzen- und Tierarten,
- die Erhaltung einer stillgelegten Bahntrasse als Vernetzungsbiotop und als Lebensraum wärmeliebender Tier- und Pflanzenarten, u. a. der Zauneidechse und Arten der Silikat-Magerrasen,
- die Erhaltung und Optimierung von standortgerechten Laubwaldparzellen inmitten großflächiger Nadelholz-Forsten als strukturreicher Lebensraum von Tier- und Pflanzenarten,
- die Erhaltung und Entwicklung von Bruchwäldern und bodenständigen, strukturreichen Eichen- und Buchenwäldern sowie naturnahen Bachläufen, Teichen und Tümpeln als Lebensraum von z. T. seltenen Tier- und Pflanzenarten, insbesondere einer artenreichen Avi- und hygrophilen Non-Vertebratenfauna, und als Laichgewässer für Amphibien,
- die Erhaltung von Quellgebieten und naturnahen Bachläufen,
- die Erhaltung und Weiterentwicklung von Bruchwäldern und Auwäldern als wertvolle Lebensräume für bedrohte Pflanzen- und Tierarten wie Königsfarn, Sumpffarn, Kleinem Wasserschlauch und Eisvogel,
- die Erhaltung und Optimierung von großflächigen Heideflächen und Magergrünländern als Lebensraum für gefährdete Pflanzen- und Tierarten und
- die Wiederentwicklung einer Feuchtheidefläche.[2]